# Hay Day
Hay Day là một trò chơi điện tử mô phỏng miễn phí, được công ty Supercell thiết kế và phát triển. Trò chơi này được phát hành lần đầu tiên trên iOS vào ngày 21 tháng 6 năm 2012 và phiên bản trên Android ra mắt vào 20 tháng 11 năm 2013. Theo báo cáo năm 2013, Supercell thu về 30 triệu USD mỗi tháng từ trò chơi này cùng Clash of Clans. Vào năm 2013, Hay Day được xếp hạng thứ 4 trong số những trò chơi có thu nhập cao nhất.

## Đánh giá
Gamezebo đánh giá 4/5, so sánh trò chơi với Farmville và tán thưởng đồ họa của trò chơi. Pocket Gamer tặng trò chơi một giải đồng.